# زاری (اسفراین)
زاری، روستایی از توابع بخش مرکزی شهرستان اسفراین در استان خراسان شمالی ایران است.زبان مردم این روستا کُردی کرمانجی است. کلیم الله توحدی در کتاب اسفراین دیروز امروز (۱۳۷۴خورشیدی) مردم این روستا را از طایفه‌ی پهلوانلو و ایل بزرگ زعفرانلو دانسته است. پهلوانلوها  در شمال قوچان، در منطقه دوربادام ساکن بودند. آن ها در ۲۰شوال المکرم ۱۳۱۸هجری قمری ، با فروختن مسکن ییلاق خود به ایل سیوکانلو در اوغاز به کوه‌های بین شیروان و اسفراین کوچ کردند و سپس پراکنده شدند . عده‌ای به کوه پایهٔ جنوبی کوه‌های سالوک آمده و در کنار روستای توی سکنی گزیدند و روستای زاری را پدیدار کردند.نسخه چاپی این سند در جلد اول حرکت تاریخی کرد به خراسان (کلیم الله توحدی ) چاپ شده است.

## جمعیت
این روستا در دهستان دامنکوه قرار دارد و براساس سرشماری مرکز آمار ایران در سال ۱۳۸۵، جمعیت آن ۲۸۵ نفر (۶۱خانوار) بوده‌است.